# صنعت چسب‌سازی
چسب‌ها دسته‌ای از بسپار و ماکرومولکولی‌ها می‌باشند که قابلیت متصل کردن اشیا به یکدیگر را دارند.

## مقدمه
از چسب برای چسباندن قطعات چوبی یا کاغذی و فلزی استفاده می‌شود. ولی کاربرد آن گسترش یافته به طوری که امروزه به جای استفاده از میخ، پیچ، اسباب بازی، صنایع مونتاژ و برخی از قسمت‌های هواپیماهااز چسب‌های مخصوص استفاده می‌شود.

## انواع چسب
استفاده از چسب توسط بشر از دوران عصر سنگ و همچنین غارنشینی دیده شده‌است. به تدریج انسان به وجود مواد چسب دار طبیعی پی برد. رومیان از نوعی ماده چسب دار به نام سقز در صنعت کشتی سازی استفاده می‌کردند. کم کم مواد دیگری مانند موم، عسل به عنوان چسب استفاده به عمل آمد.
- چسب گیاهی: نشاسته، دکسترین، سرشیم، دکسترین، صمغ عربی که از آنها در چسبانیدن تمبر، پاکت، کاغذ، مقوا، چوب استفاده می‌کنند.

- چسب حیوانی: نوعی ژلاتین است که از اعضای بدن حیوانات تهیه می‌شود و قدرت چسبانندگی آن زیادی دارد.
- سریشم حیوانی: از استخوان، پوست و شیر حیوانات تهیه می‌شود. و در نجاری، کارتن سازی، کبریت سازی، تهیه کاغذ سنباده استفاده دارد.
- لاک: نوعی چسب است که از نوعی حشره به نام قرمزدانه به دست می‌آید
- چسب کانی : فسفات‌ها و سیلیکات‌های قلیایی که در چسباندن اشیای سرامیکی، کوارتزی و شیشه‌ای بکار می‌روند.
- چسب سنتزی:

۱-الاستومرها:شامل چسب‌های کائوچویی مصنوعی و در صنعت کشتی سازی و صنایع هواپیماسازی کاربرد دارند.
۲-ترموپلاست‌ها: شامل پلی اکریل و سیانواکریلات‌هااند که به «چسب فوری» معروف‌اند.
۳-چسب اپوکسی:از تراکم دی فنیلو پروپان و اپیکلرهیدرین بدست می‌آید. و به نام چسب دوقلو معروف است. به‌طور کلی چسبهای دوجزیی جزو خانواده رزینهای ترموست یا گرما خشک هستند که با گرما بیشتر سریعتر سخت میشوند. اطلاعات بیشتر در صفحه اختصاصی اپوکسی موجود است.
۴-نوار چسب‌ها: جنس آن از پارچه، کاغذ، طلق، یا پلاستیک پلی کلرید وینیل (p.v.c) می‌باشد.
5-چسب سیلیکون و پلی اورتان: یا خمیر سیلیکون علاوه بر پر کردن درزها عامل چسبنده نیز دارد. از این نوع چسب میتوان بهخمیر پلی اورتان نیز اشاره کرد که بیشتر در صنعت اتومیبل برای چسباندن بدنه و شیشه جلو و عقب مورد استفاده قرار میگیرد.
- چسب بتونه‌ای :بتونه‌ها، خمیرهای نرم و چسبناکی‌اند که به کندی در هوا خشک می‌شوند و برای پرکردن شکاف‌ها و منافذ بکار می‌رود و شامل انواع زیر است:
- بتونه شیشه:از مخلوط پودر کربنات کلسیم و روغن کتان بدست می‌آید.
- بتونه آبی: در تهیه آکواریم کاربرد دارد و از مخلوط کردن پودر اکسید سرب (Pbo) با روغن کتان بدست می‌آید.
- بتونه گلسیرین و اکسید سرب: از مخلوط اکسید سرب و گلسیرین تهیه می‌شود.
- گرد بتونه: به صورت آرد سفید رنگ، شامل چهار قسمت گچ پخته و یک قسمت صمغ عربی است و در موقع استفاده، آن را در آب یا محلول اسید بوریک به صورت خمیر در می‌آورند.

## منبع
- دانشنامه رشد

چسبهای اپوکسی